# Srđan Simović
Srđan Simović (Срђан Симовић; sinh 17 tháng 7 năm 1985 ở Čačak) là một cầu thủ bóng đá Serbia, thi đấu cho Metalac Gornji Milanovac.

## Danh hiệu
Radnik Surdulica
- Hạng nhất Serbia 2014-15